# Odd Taxi: In the Woods
Odd Taxi: In the Woods (jap. オッドタクシー イン・ザ・ウッズ Oddo takushī in za uzzu) – japoński film animowany z 2022 roku w reżyserii Baku Kinoshity na podstawie scenariusza Kazuyi Kinomoto. Produkcja oparta jest na telewizyjnym serialu anime Odd Taxi, wyprodukowanym przez studia OLM i P.I.C.S. Film został wydany w Japonii przez Asmik Ace 1 kwietnia 2022.

## Fabuła
Fabuła filmu została opisana jako „rekonstrukcja” wydarzeń z serialu telewizyjnego, która przedstawia także to, co dzieje się po finale anime. Fabuła oryginalnej serii koncentruje się na Odokawie, taksówkarzu-morsie w średnim wieku, którego interakcje z klientami wplątują go w niedawne zniknięcie pewnej dziewczyny.

## Obsada
| Postać            | Seiyū            |
| ----------------- | ---------------- |
| Hiroshi Odokawa   | Natsuki Hanae    |
| Miho Shirakawa    | Riho Iida        |
| Ayumu Goriki      | Ryōhei Kimura    |
| Eiji Kakihana     | Kappei Yamaguchi |
| Rui Nikaido       | Suzuko Mimori    |
| Shiho Ichimura    | Moeka Koizumi    |
| Yuki Mitsuya      | Manatsu Murakami |
| Kenshirō Daimon   | Kо̄sei            |
| Kensuke Shibagaki | Yūsuke           |
| Atsuya Baba       | Atsuhiro Tsuda   |

## Produkcja i wydanie
Produkcja filmu została ogłoszona 25 grudnia 2021 za pośrednictwem oficjalnego Twittera serii. Dzień ten odpowiada dacie finału serii w samym anime. W pierwszym wydaniu materiały promocyjne przedstawiały głównego bohatera serii Odokawę w pokoju przesłuchań, wywołując spekulacje dotyczące fabuły filmu. Zwiastun był połączeniem wcześniejszych materiałów z serii i zupełnie nowych ujęć. Dodatkowo ujawniono, że obsada serialu anime ponownie wcieli się w swoje role. Film został wyreżyserowany przez Baku Kinoshitę na podstawie scenariusza Kazuyi Konomoto, a animacją ponownie zajęły się studia OLM i P.I.C.S. Premiera w japońskich kinach odbyła się 1 kwietnia 2022, natomiast za dystrybucję odpowiadało Asmik Ace. 23 maja 2025 film został udostępniony w serwisie Canal+ online w wersji z polskimi napisami.

## Odbiór
Film zarobił w japońskim box office 437 828 dolarów.